# Ben Howlett (chính khách)
Benjamin John Howlett (sinh ngày 21 tháng 8 năm 1986) là một chính khách của đảng Bảo thủ Anh.  Ông là Thành viên của Quốc hội (MP) cho Bath giữa cuộc tổng tuyển cử năm 2015 và 2017.

## Tuổi thơ và sự nghiệp
Ben Howlett sinh ngày 21 tháng 8 năm 1986. Ông được giáo dục tại Trường Trung học Manningtree ở Essex, sau đó học Lịch sử và Chính trị tại Đại học Durham, và bằng thạc sĩ Lịch sử kinh tế tại Đại học Cambridge. Ông từng là Chủ tịch Hiệp hội Bảo thủ Đại học Durham năm 2007. Ông sống ở Little Oakley, ngoại ô Harwich.
Howlett làm việc như một nhà tư vấn tuyển dụng từ năm 2008 đến 2015, sau đó chuyên về các vị trí phi y tế trong lĩnh vực chăm sóc sức khỏe.

## Đời tư
Howlett là người đồng tính công khai và là người ủng hộ hôn nhân đồng giới.
Ông theo Cơ Đốc giáo.